# Boigny-sur-Bionne
Boigny-sur-Bionne is een gemeente in het Franse departement Loiret (regio Centre-Val de Loire). De plaats maakt deel uit van het arrondissement Orléans. Boigny-sur-Bionne telde op 1 januari 2022 2.106 inwoners.

## Geografie
De oppervlakte van Boigny-sur-Bionne bedroeg op 1 januari 2022 7,53 vierkante kilometer; de bevolkingsdichtheid was toen 279,7 inwoners per km².

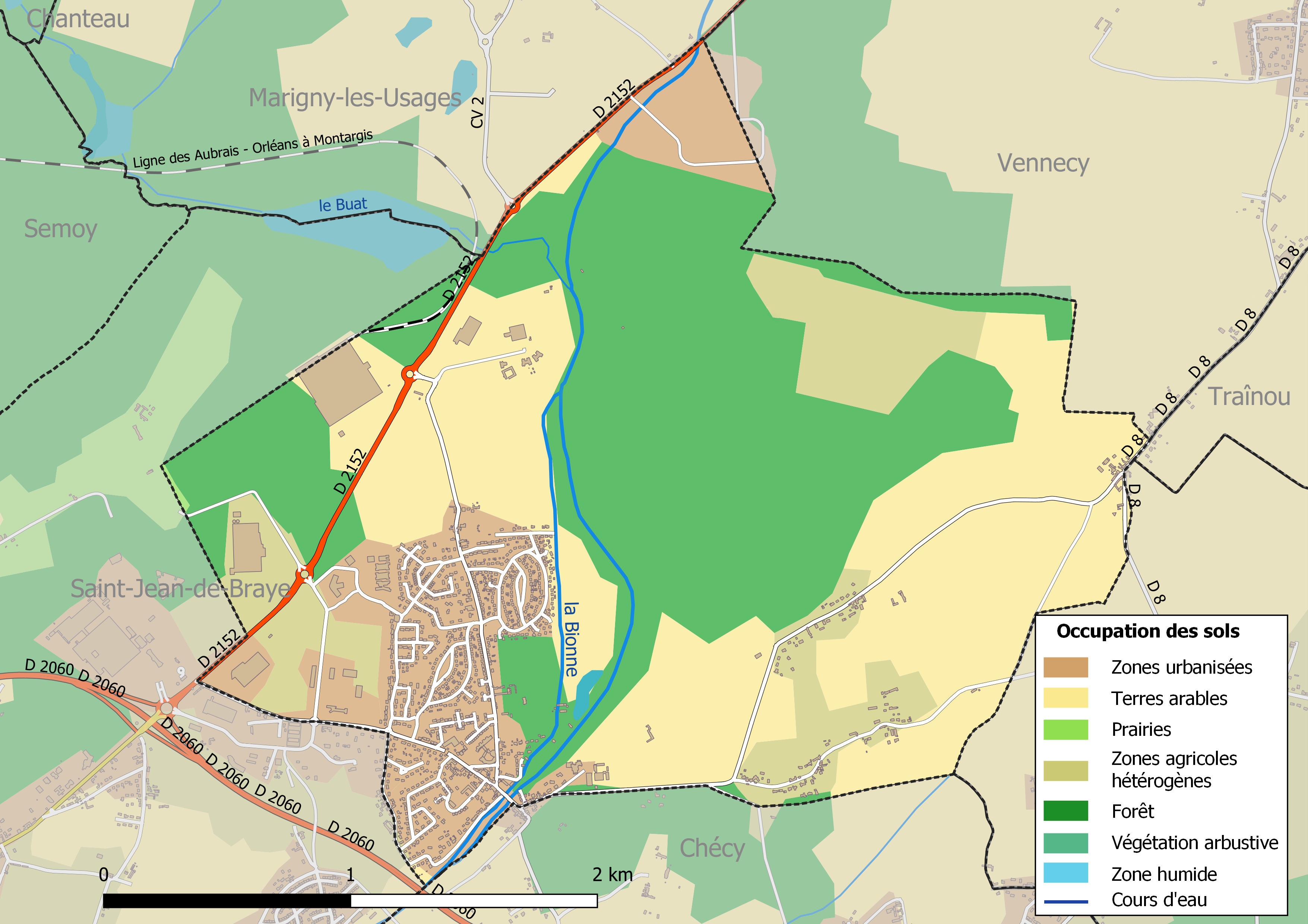
Kaart van de gemeente met de belangrijkste infrastructuur, bodemgebruik en omliggende gemeenten

## Demografie
Onderstaande figuur toont het verloop van het inwonertal (bron: INSEE-tellingen).